# فلورید سرب (II)
فلورید سرب(II) (به انگلیسی: Lead(II) fluoride) با فرمول شیمیایی PbF۲ یک ترکیب شیمیایی است. که جرم مولی آن 245.20 g/mol می‌باشد. شکل ظاهری این ترکیب، پودر سفید است.